# Ilkka Nummisto
Ilkka Kalevi Nummisto (ur. 24 kwietnia 1944 w Turku, zm. 29 czerwca 2019 tamże) – fiński strongman i kajakarz, olimpijczyk.
Jeden z najlepszych fińskich strongmanów w historii tego sportu. Mistrz Finlandii Strongman w latach 1990, 1991 i 1992. Drugi wicemistrz świata Strongman 1990.

## Życiorys
Ilkka Nummisto był jednym z najstarszych uczestników indywidualnych Mistrzostw Świata Strongman. Wziął udział w tych zawodach pięciokrotnie: w 1986, 1988, 1989, 1990 i 1992.
Po zakończeniu kariery siłacza został trenerem fińskich strongmanów. Trenowani przez niego byli między innymi mistrzowie: Riku Kiri i Marko Varalahti.
Na igrzyskach olimpijskich wystartował czterokrotnie (1964, 1968, 1972, 1976). Startował w konkurencji jedynek i czwórek. Był chorążym reprezentacji podczas igrzysk w 1972.
Wymiary:
- wzrost 186 cm
- waga 146,5 kg
- biceps 53 cm
- klatka piersiowa 135 cm

## Osiągnięcia strongman
- 1986
  - 7. miejsce – Mistrzostwa Świata Strongman 1986 (kontuzjowany)
- 1987
  - 6. miejsce – Mistrzostwa Europy Strongman 1987
- 1988
  - 5. miejsce – Mistrzostwa Świata Strongman 1988
- 1989
  - 10. miejsce – Mistrzostwa Europy Strongman 1989
  - 6. miejsce – Mistrzostwa Świata Strongman 1989
- 1990
  - 1. miejsce – Mistrzostwa Finlandii Strongman
  - 3. miejsce – Mistrzostwa Świata Strongman 1990
- 1991
  - 1. miejsce – Mistrzostwa Finlandii Strongman
  - 8. miejsce – Mistrzostwa Europy Strongman 1991
- 1992
  - 1. miejsce – Mistrzostwa Finlandii Strongman
  - 10. miejsce – Mistrzostwa Europy Strongman 1992
  - 8. miejsce – Mistrzostwa Świata Strongman 1992